# Rade Malobabić
Rade Malobabić (* 1884 in der Gespanschaft Sisak-Moslavina; † 26. Juni 1917 in Thessaloniki) war ein serbischer Geheimagent, der maßgeblich an der Planung und logistischen Umsetzung des Attentats von Sarajevo beteiligt war, welches den Ersten Weltkrieg auslöste.

## Militärische Karriere
In Österreich-Ungarn geboren und beim dortigen Militär stationiert, begann Malobabić für die serbischen Untergrundorganisationen Narodna Odbrana und Schwarze Hand zu arbeiten. Letztere stand hinter der Planung und Ausführung des Attentats auf den Thronfolger Erzherzog Franz Ferdinand am 28. Juni 1914 in Sarajevo.

## Attentat von Sarajevo
Malobabić war ein Militärkamerad des Anführers der Schwarzen Hand Dragutin Dimitrijević (auch 'Apis' genannt). Sein Auftrag innerhalb der Schwarzen Hand lag in der logistischen Vorbereitung des Attentats, wie Waffenschmuggel über die serbisch-österreichische Grenze und das Sammeln von Informationen für die anderen Beteiligten. Die Idee zu dem Attentat stammt vermutlich von Malobabić selbst. An dem ersten, missglückten Anschlag am 28. Juni 1914 war er selbst beteiligt; beim erfolgreichen zweiten Versuch (von Gavrilo Princip) war er nicht beteiligt, wurde aber damit in Verbindung gebracht und festgenommen. Ein Jahr später schrieb Malobabić unter Folter den Anschlagsplan Apis zu.

## Tod
Nach Malobabićs Entlassung aus dem Gefängnis nahm sich Apis seiner an. Beide wurden, zusammen mit weiteren Mitgliedern der Schwarzen Hand, während des Krieges von einem serbischen Militärgericht angeklagt, allerdings nicht wegen des Attentats auf den Erzherzog, sondern wegen der geplanten Ermordung des Prinzregenten Alexander Karadjordjević. Am 26. Juni 1917 wurden Malobabić und Apis hingerichtet durch Erschießung.

## Nachweise
1. 1 2 3  John Craig: Peculiar Liaisons in War, Espionage, and Terrorism in the Twentieth Century. Algora Pub, New York 2005 (englisch).
2. 1 2  Christopher M. Clark: Die Schlafwandler : wie Europa in den Ersten Weltkrieg zog / Christopher Clark. Aus dem Engl. von Norbert Juraschitz. 1.  Auflage. Dt. Verl.-Anst., München 2013, ISBN 978-3-421-04359-7 (dnb.de [abgerufen am 7. Dezember 2018]).
3. ↑  Jan Beaver: Collision Course: Franz Conrad Von Hötzendorf, Serbia and the Politics of Preventive War. 2009.
4. ↑  Samuel R. Williamson, Jr.: The outbreak of the First World War: structure, politics, and decision-making. Hrsg.: Jack S. Levy, John A. Vasquez. Cambridge Univ. Press, Cambridge 2014, ISBN 978-1-107-04245-2, Kap. 2.

| Personendaten    | Personendaten                |
| ---------------- | ---------------------------- |
| NAME             | Malobabić, Rade              |
| KURZBESCHREIBUNG | serbischer Geheimagent       |
| GEBURTSDATUM     | 1884                         |
| GEBURTSORT       | Gespanschaft Sisak-Moslavina |
| STERBEDATUM      | 26. Juni 1917                |
| STERBEORT        | Thessaloniki                 |